# Groosefjorden
Groosefjorden (også skrevet Grosfjorden og Groosfjorden) er en fjord i Grimstad kommune i Agder fylke i Norge. Fjorden starter ved Håøya og Rivingen i syd og går mod  nordøst  mellem Grimstad by og indre og ydre Maløya, før den fortsætter ind i Vikkilen. Med Vikkilen har den en længde på næsten 7 kilometer. Indløbet til Vikkilen er smalt og fra Biodden i Grimstad til Rønnes på østsiden er der kun  cirka 140 meter. Selve Vikkilen er cirka 2,5 kilometer lang og ender  ved Vik.